# Hirschvogel (Künstler)

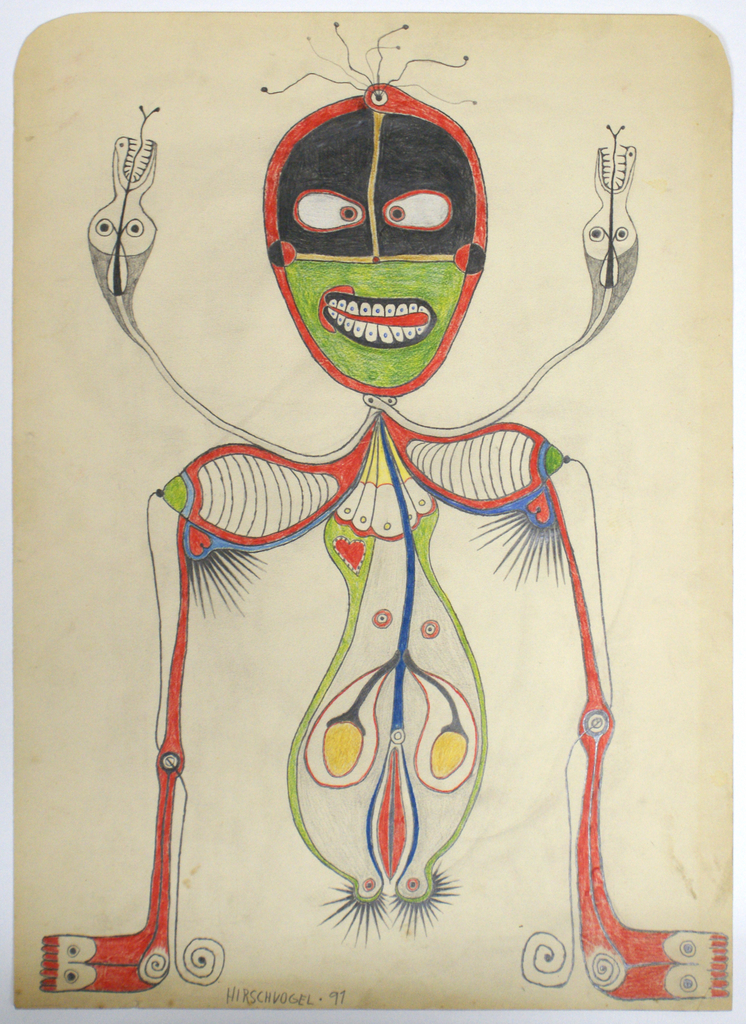
Hirschvogel, o.T., 1991

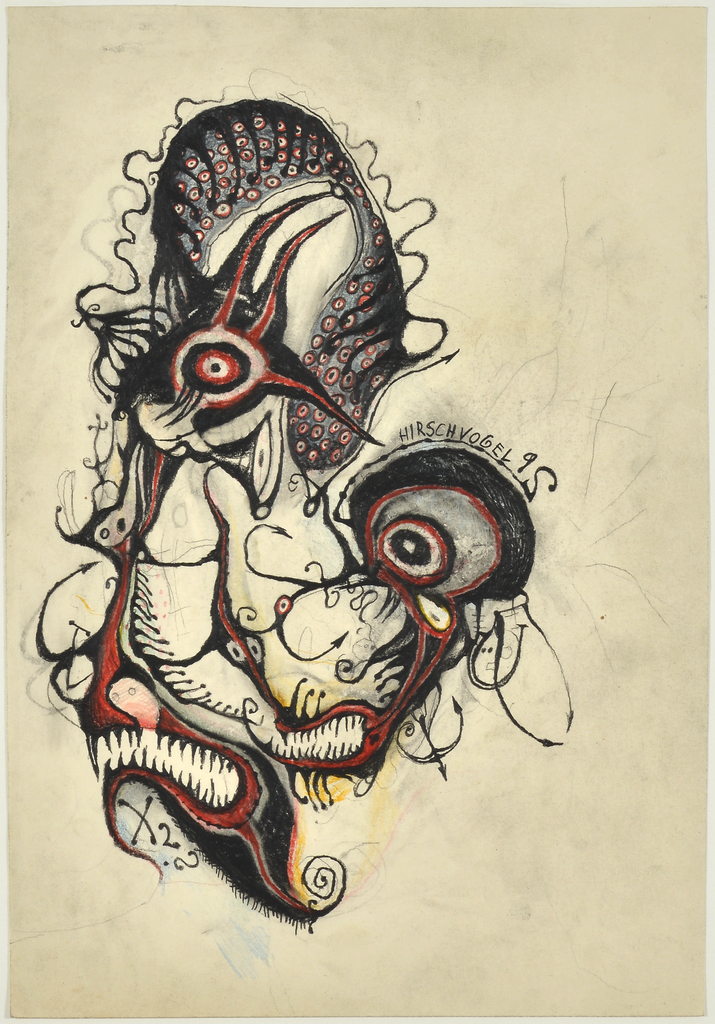
Hirschvogel, o.T., 1992

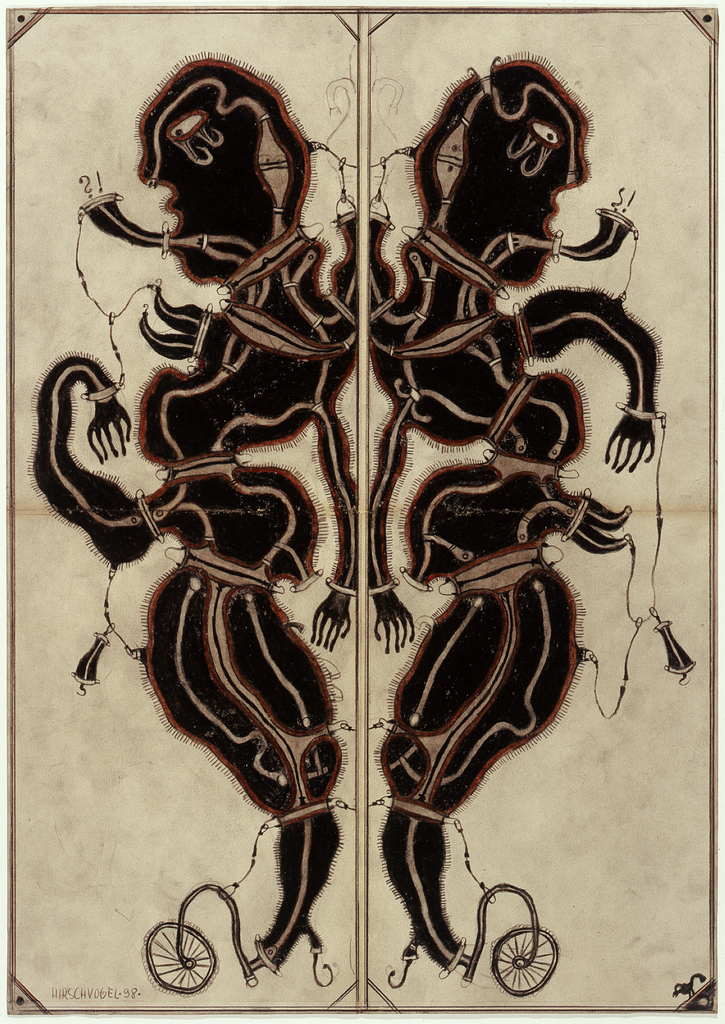
Hirschvogel, o.T., 1998

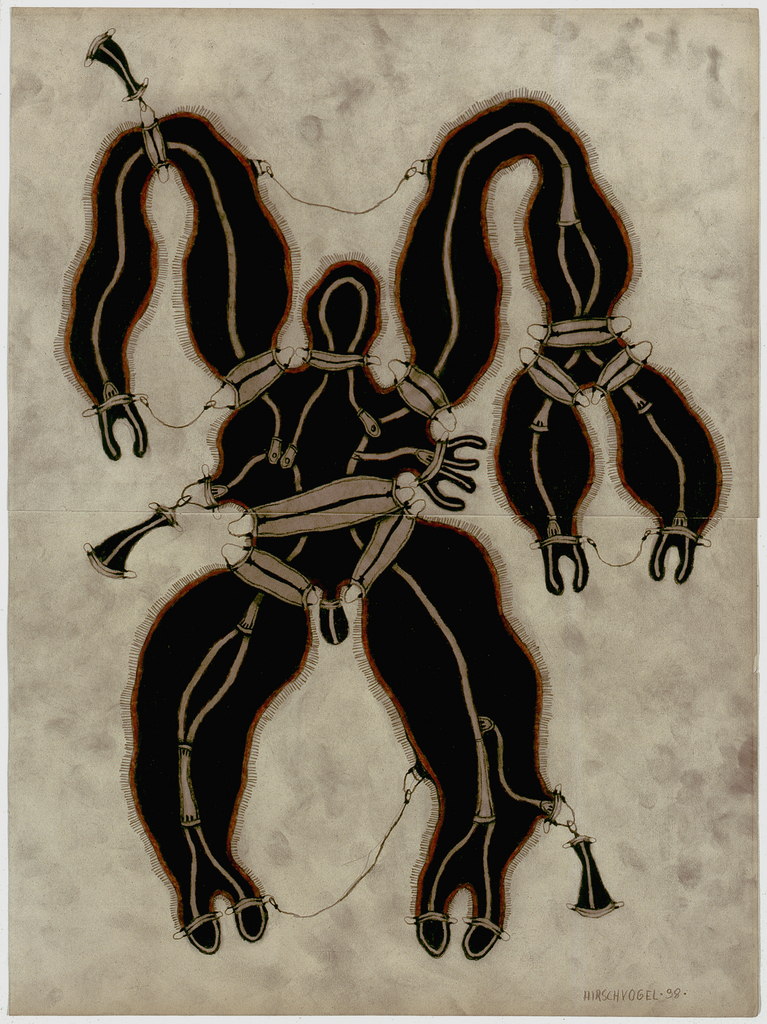
Hirschvogel, o.T., 1998

Hirschvogel  (bürgerlich: Robert Makolies) (* 1966 in Dresden) ist ein zeitgenössischer deutscher Künstler, der zwischen 1990 und 2002 unter diesem Pseudonym arbeitete.

## Leben
Makolies absolvierte von 1982 bis 1984 eine Steinmetzlehre. Im Zeitraum von 1990 bis 2002 arbeitete er unter dem Pseudonym Hirschvogel als Maler und Grafiker. Zusammen mit seinem Vater, dem Künstler Peter Makolies, nebst Partnerinnen gehört er der Herrenhaus Gönnsdorf GbR an, die im Jahr 2005 das Herrenhaus des ehemals königlichen Ritterguts im Dresdner Stadtteil Gönnsdorf erwarb und als Wohnhaus mit Atelier im Nebengebäude sanierte. Makolies arbeitet als Setdesigner.

## Werk
Am Anfang werden die Figuren von Schriftzeichen konterkariert, durch in feinen Linien ausgeführte Klammern auf dem Grund fixiert, von Pfeilen fast aufgespießt und am Platz gehalten. Köpfe werden wie Kirchtürme von Kreuzen gekrönt, die Konturen sind von einer Art insektenhafter Behaarung gegen den freien Raum auf dem Blatt geschützt. Die Figuren geraten zu Monstren, werden vom Zeichner aber mit der Geduld eines Biologen in Taxonomien erfasst. Später aber werden die Körper einer Metamorphose unterzogen. Sie verändern sich schleichend, werden von Bändern gedehnt, schematisiert, korsettartig in Form gezwungen, verflachen und beginnen sich seriell zu reduplizieren. Aus der Zeichnung wird ein Zeichenapparat. Der Körper gebiert ein Signalsystem. Das Ich wird in einen regulierbaren Symbolhaushalt übersetzt. Der feine Strich wird zur Malerei, die Malerei collagiert, die Collage mit giftig dickflüssigem Bootslack versiegelt wie ein Schiffsdeck für die große Fahrt. Nicht jedes Gemälde würde einen Platzregen aushalten, diese Tafeln schon. Den niederländischen Begriff für Gemälde, Schilderij, könnte man hier auch im Deutschen wörtlich nehmen. Die Bilder sind Schilder und Schilde. Imprägniert gegen die Einflüsse der Außenwelt. Am Ende schließlich enthalten Hirschvogels Malereien noch die Zeichenelemente, haben aber die Farbdifferenzierung verloren. Sie sind schwarz. Verdichtete Farbmasse, an der sich der Inhalt dem Tastsinn besser als dem Auge erschließt. Blackout. Fading. Der Bild-Schirm wird dunkel. Der Maler tritt ab.
Man muss sich diesen Rücktritt vom Dienst an der Kunsthistorie keineswegs als dramatische Selbstaufgabe oder gar als existentielles Versagen vorstellen. Der Künstler wechselt das kreative Metier und führt seither abseits der Betriebsöffentlichkeit eine erfolgreiche bürgerliche Existenz. Er ist nicht mehr Hirschvogel, weil Hirschvogel 2002 alle wesentlichen Aussagen getroffen hatte.

## Ausstellungen (Auswahl)

### Einzelausstellungen
- 2016: BKV Potsdam
- 2016: Galerie Gebr. Lehmann, Berlin
- 2001: Galerie Gebr. Lehmann, Dresden
- 1998: Galerie Aurel Scheibler, Köln[5]
- 1998: Galerie Gebr. Lehmann, Dresden
- 1997: Galerie Michael Fuchs, Berlin
- 1996: Hospitalhof, Stuttgart
- 1994: Galerie Gebr. Lehmann, Dresden
- 1990: Galerie Gebr. Lehmann, Dresden

### Gruppenausstellungen
- 2017: Ich bin nicht meine Zielgruppe. Die Sammlung Stefan Heinemann, Kunsthaus Dresden[6]
- 2015: Das muss man gesehen haben, Städtische Galerie Dresden, Dresden[7]
- 2010: A Moving Plan B – Chapter One. (selected by Thomas Scheibitz), Drawing Room, London
- 2009: Carte Blanche VI, Galerie für Zeitgenössische Kunst, Leipzig
- 2009: Blattgold. Zeitgenössische Grafik, Staatliche Kunstsammlungen Dresden
- 2003: Kunsthalle Erfurt
- 2003: Hands up baby hands up!, Oldenburger Kunstverein, Oldenburg
- 2002: Five Years Louise, Galerie Jennifer Flay, Paris
- 2002: Galerie Michael Neff featuring Galerie Gebr. Lehmann, Frankfurt/M.
- 2002: Herforder Kunstverein, Siegerlandmuseum Siegen
- 2001: Das gute Leben, Galerie Gebr. Lehmann, Dresden
- 1998: 100 Jahre Künstlerhaus – Die Gegenwart, Kunsthaus Dresden
- 1998: Jack Tilton Gallery, New York
- 1997: Kunst von Aussenseitern, Fischer Kunsthandel, Berlin
- 1997: Ein Strauss von Zeichnungen, Drucken und Photographien, Kupferstichkabinett Dresden, Staatliche Kunstsammlungen Dresden
- 1997: Miszellen, Galerie Joachim Blüher, Köln
- 1997: Augenzeugen. Die Sammlung Hauck, Museum Kunstpalast, Düsseldorf
- 1996: Neu im Kabinett, Kupferstichkabinett Dresden, Staatliche Kunstsammlungen Dresden
- 1995: Kunst in Deutschland – Werke zeitgenössischer Künstler aus der Sammlung des Bundes, Kunst- und Ausstellungshalle Bonn
- 1995: Erworben – Ankäufe des Freistaates Sachsen, Residenzschloss Dresden
- 1995: Junge Künstler aus Sachsen, Museum Junge Kunst, Frankfurt/O.
- 1994: Saar Ferngas Förderpreis, Pfalzgalerie Kaiserslautern
- 1993: Bilder aus Deutschland, Zehn Künstler aus der Sammlung der Deutschen Bank, Paris
- 1992: Vier, 2, Leonhardi-Museum, Dresden

## Sammlungen
- Staatliche Kunstsammlungen Dresden, Sammlung des Kunstfonds Sachsen[8]
- Museum Kunstpalast Düsseldorf (Sammlung Hauck)
- Sammlung zeitgenössischer Kunst der Bundesrepublik Deutschland[9][10]
- Sammlung Deutsche Bank[11]